# Julien Borowczyk
Pour les articles homonymes, voir Borowczyk.
 (octobre 2019).
Si vous disposez d'ouvrages ou d'articles de référence ou si vous connaissez des sites web de qualité traitant du thème abordé ici, merci de compléter l'article en donnant les références utiles à sa vérifiabilité et en les liant à la section « Notes et références ».
Julien Borowczyk, né le 2 mai 1979 à Montbrison dans la Loire, est un médecin et homme politique français. Il est député de 2017 à 2022.

## Biographie

### Études
Il étudie au lycée de Beauregard à Montbrison, bac S spécialité mathématiques, ensuite CPGE MP-MPSI, puis médecine à la faculté Jacques Lisfranc à Saint-Étienne. Il poursuit son internat au CHU de Clermont-Ferrand. Il obtient son DES de médecine générale, et soutient une thèse sur la démographie médicale en 2013. Il est secrétaire du SARHA (Syndicat autonome des résidents hospitaliers d'Auvergne). Il effectue des remplacements dans de nombreux cabinets de la Loire, du Puy de Dôme, et de la Haute-Loire entre 2009 et 2013. Il s'installe en libéral en prenant la suite de son père au sein d'un cabinet de groupe en 2013. Il complète sa formation initiale en obtenant en 2012 un DIU de mésothérapie, un DIU de phytothérapie, un DIU d'homéopathie, et en 2015 un DIU d'ostéopathie. Depuis 2014, il est enseignant de mésothérapie.

### Débuts en politique
2002-2007 : il est membre de l'UDF (président de la section Forez 42).
2007-2009 : il est membre du MoDem. 
2008 : il se présente en 3e position sur une liste divers droite aux élections municipales à Montbrison, et n'est pas élu.  
En avril 2016, il s'engage à En Marche d'Emmanuel Macron. Jusqu'en 2017, il participe au comité local et à la campagne présidentielle.  
Il obtient l'investiture En Marche sur la 6e circonscription de la Loire pour les législatives de 2017 le 12 mai 2017.

### Mandat de député
Il est élu député dans la 6e circonscription de la Loire lors des élections législatives de 2017 : il obtient 56,9% des suffrages au second tour face au député sortant Paul Salen (LR).
A l’Assemblee Nationale, il intègre la commission des affaires sociales dont il sera le secrétaire puis le vice-président. Il sera aussi président du groupe de réflexion sur le Numérique en santé ainsi que membre du conseil d’administration de l’ ansm.
En octobre 2019, avec deux autres députés, il publie une tribune en défense de l'organisation des championnats du monde d'athlétisme 2019 et de la Coupe du monde de football de 2022 au Qatar,.
Candidat aux élections départementales de 2021, en binôme avec Carine Gandrey, dans le canton de Montbrison, il est qualifié au second tour de justesse (20,2%) devant le binôme d'union de la gauche, puis battu au second tour (31,75%) contre le binôme de l'Union de la Loire (68,25%).
En 2021, il adhère au parti politique Horizons, fondé par l'ancien Premier ministre Édouard Philippe.
Le 19 juin 2022, il est battu au second tour des législatives face à Jean-Pierre Taite.

## Polémiques

### Déclaration d'intérêts
Le 19 octobre 2017, il fait partie des 13 élu(e)s à ne pas avoir déposé leur déclaration d'intérêts ou de patrimoine, à la Haute Autorité pour la transparence de la vie publique (HATVP). Il la déposera fin janvier 2018.

### Burn out
Le 1er février 2018, lors de l'examen d'une proposition de loi, portée par le Groupe La France insoumise, pour une reconnaissance du burn-out comme maladie professionnelle, le député Julien Borowczyk déclare que, d'un point de vue médical, tout comme la lombalgie, le syndrome d’épuisement professionnel ne peut « ni être catégorisé comme maladie, ni procéder d’une cause professionnelle ». Une altercation entre les groupes parlementaires opposés aboutira à une suspension de séance.

### Les chiffres du lancement de la campagne de vaccination
Le 26 avril 2021, sur le plateau de BFM TV, le député cherche à minimiser le retard pris par la France dans la campagne de vaccination en affirmant : « L’Angleterre est derrière nous en 2 doses, je peux vous l’assurer. » alors que le nombre de vaccinés étaient de 12 millions en Angleterre contre 5,5 millions en France. Ce flagrant délit de fake news provoque un tollé médiatique qui devient viral sur les réseaux sociaux.[pertinence contestée]